# Zwart waterhoen
Het zwart waterhoen (Gallinula tenebrosa) is een vogel uit de familie van de rallen (Rallidae).

## Verspreiding en leefgebied
Deze soort komt voor in Australië, Nieuw-Guinea en Indonesië en telt drie ondersoorten:
- G. t. frontata: van zuidoostelijk Borneo tot Sulawesi, zuidelijke Molukken, Kleine Soenda-eilanden en zuidoostelijk Nieuw-Guinea.
- G. t. neumanni: noordelijk Nieuw-Guinea.
- G. t. tenebrosa: Australië.